# Rathsam (přírodní rezervace)
Rathsam je přírodní rezervace, byla vyhlášena v roce 1990 a nachází se u obce Libá. Důvodem ochrany je inundační část vodního díla Skalka, vodní toky a mokřadní společenstva. Prioritním zájmem je ochrana a zachování biotopů pro život živočichů, především ptáků, zejména nerušit je v době rozmnožování a hnízdění.

## Popis oblasti
Rezervace chrání meandrující soutok Ohře a Reslavy a přilehlé mokřady. Ještě na konci druhé světové války se na jihu oblasti nacházela obec Rathsam, malá osada s 16 domy a asi 80 německými obyvateli. Zanikla po odsunu v roce 1945.
Vzhledem k blízkosti státní hranice s Německem (Bavorsko) bylo území dlouhou dobu zcela nepřístupné veřejnosti. Územím rezervace vedly dráty, pod kterými byl chemickými prostředky udržován stav bez vegetace. Podél drátů na Železné oponě vedla signálka, která spojovala útvary pohraniční stráže v Pomezí nad Ohří a v zaniklé Dubině u Libé.

## Přírodní poměry

### Geologie
Přírodní rezervace se nachází v údolí Ohře a jejích přítoků. Zasahuje na území vodní nádrže Skalka.
Horninový podklad území tvoří třetihorní sedimenty vildštejnského souvrství Chebské pánve. Na ně nasedají fluviální písčitohlinité naplaveniny. Geologické podloží svahů nad nivou pak tvoří středně až hrubě zrnitá porfyrická biotická žula. Na hranici rezervace byl v minulosti těžen písek v pískovně, která se nachází v ochranném pásmu rezervace a je chráněna jako významný krajinný prvek Pískovna Pomezná. Slouží jako biotop především pro plazy a obojživelníky.

### Flóra
Vegetaci tvoří komplex vlhkých luk, olšin a vrbin a porosty doubrav. Lesní porosty v západní části ochranného pásma tvoří náletové dřeviny, především javor klen (Acer pseudoplatanus) a jasan ztepilý (Fraxinus excelsior). V okolí vodních toků dominují neobhospodařované louky s rákosinami. Převažuje rákos obecný (Phragmites australis), tužebník jilmový (Filipendula ulmaria).
Z chráněných druhů rostlin zde roste prstnatec májový (Dactylorhiza majalis), oměj pestrý (Aconitum variegatum), vemeník dvoulistý (Platanthera bifolia), kruštík širolistý (Epipactis helleborine), mochna bahenní (Potentilla palustris), rozrazil štítkovitý (Veronica scutellata) a zvonečník černý (Phyteuma nigrum).

### Fauna

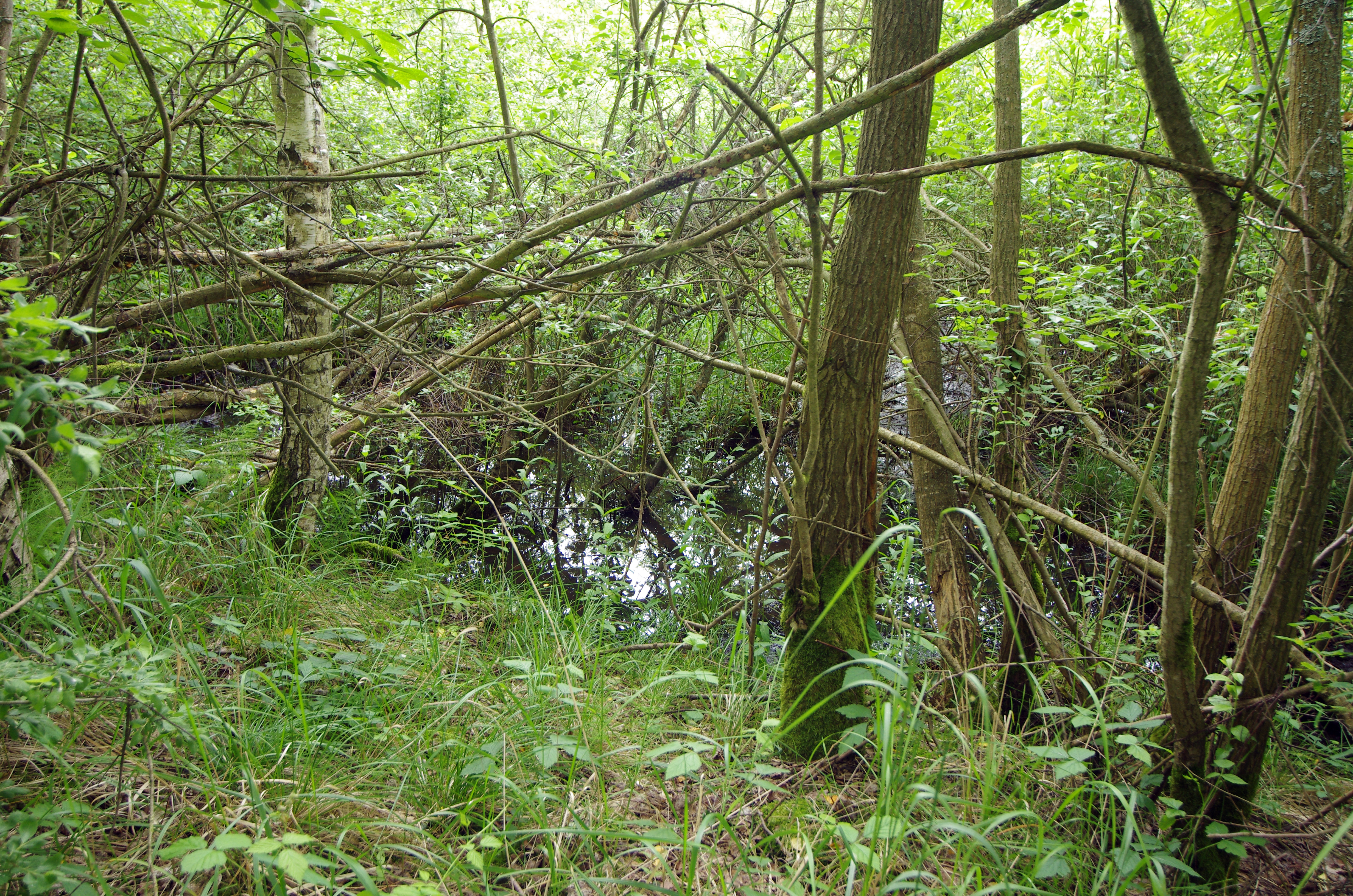
Mokřady u soutoku Ohře s Reslavou

Přírodní rezervace je velmi významnou lokalitou řady chráněných a ohrožených druhů živočichů. Na území žije bobr evropský (Castor fiber) a vydra říční (Lutra lutra). Vodní nádrž Skalka slouží jako významná tahová zastávka a zimoviště pro velké množství ptáků. Mezi ně patří například čáp bílý (Ciconia ciconia) a čáp černý (Ciconia nigra), chřástal polní (Crex crex) a chřástal vodní (Rallus aquaticus),čírka modrá (Anas querquedula) a čírka obecná (Anas crecca), moták pilich (Circus cyaneus) a moták pochop (Circus aeruginosus), luňák červený (Milvus milvus) a luňák hnědý (Milvus migrans), hohol severní (Bucephala clangula), drozd cvrčala (Turdus iliacus), potápka černokrká (Podiceps nigricollis), potápka malá (Tachybaptus ruficollis), potápka roháč (Podiceps cristatus), potápka rudokrká (Podiceps grisegena) a mnoho dalších.
Lokalita je rovněž důležitá pro rozmnožování obojživelníků. Z nich zde byli zjištěni čolek horský (Triturus alpestris), čolek obecný (Triturus vulgaris) a čolek velký (Triturus cristatus), ropucha krátkonohá (Bufo calamita) a ropucha obecná (Bufo bufo), rosnička zelená (Hyla arborea), skokan krátkonohý (Rana lessonae), skokan ostronosý (Rana arvalis) a skokan zelený (Rana esculenta). Z plazů zde žije zmije obecná (Vipera berus), ještěrka obecná (Lacerta agilis) a ještěrka živorodá (Lacerta vivipara).

## Turistika
Lokalita se nachází v atraktivním prostředí v příhraniční oblasti, která byla léta veřejnosti zakázaná, a proto je hojně navštěvovaná. Území je veřejnosti volně přístupné po značené turistické stezce a po cyklostezce. Hojně je navštěvován minerální pramen v západní části rezervace. V této části se také hojně pohybují rybáři, ačkoliv lov ryb je v této části omezen.